# Upp, Kristi stridsmän, dagen grytt
Upp, Kristi stridsmän, dagen grytt är en sång med text av John H. Yates, översatt 1977 till svenska av Karin Hartman, Musiken är gjord av Ira David Sankey, som också sjöng sången och publicerade den i sina sånghäfter.

## Publicerad i
- Frälsningsarméns sångbok 1990 som nr 657 under rubriken "Strid och kallelse till tjänst".